# Diego de Santa María
Diego de Santa María

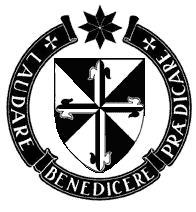
Orden de predicadores.

fue un misionero católico nacido a finales del siglo XVI en Miajadas (Extremadura, España) y falleció en 1657. 
Este célebre personaje es totalmente desconocido en España, pero del que se han llegado a escribir sobre él en varios libros en el extranjero sobre su faceta altruista, misionera y educadora. Las referencias que siempre se encuentran sobre él se relacionan con el Colegio de San Juan de Letrán en Manila, colegio de los de mayor prestigio en Extremo Oriente y del que han salido las figuras más prestigiosas y relevantes de Filipinas.

## Biografía
Se formó en el convento dominico de San Pablo en Sevilla de la Orden de Predicadores. En 1631 embarcó en la Misión XVI para las misiones de Extremo Oriente. 
En Manila atendió a niños huérfanos en el Convento de Santo Domingo, fundando el Colegio de San Pedro y San Pablo.
Once años antes, en 1.620, el militar retirado Juan Jerónimo Guerrero creó un orfanato llamado Colegio de San Juan de Letrán. El colegio de Guerrero estaba financiado por el Rey y recibía una encomienda.
Sobre 1.638 el de Letrán no tenía más de 20 estudiantes y en el 39 había apenas 12 estudiantes. En esas fechas, la salud, los años de Jerónimo y la rebaja del 50 % en la encomienda, junto con los alumnos que se escapaban, los que fallecían, y que los padres no confiaban dejar sus hijos ya en Letrán, determinaron en Jerónimo 2 cosas:
Encargar a otro su labor para dar auge al colegio y retirarse a un convento en sus últimos días de vida.
Dada la estrecha amistad que existía entre ambos, Guerrero le confió sus pensamientos y deseos a Diego de Santa María, fusionando los dos colegios en 1640.
En 1645, un terremoto asoló Manila, derrumbándose el colegio y regresando de nuevo al convento. En 1648, se levantó un nuevo colegio en el Parián (barrio de chinos residentes en Manila), fuera de Intramuros.
También se le relaciona con el beato San Martín de Porres y su don de la bilocación.
Sobre mayo de 1657 regresando de Filipinas a España, por la larga y penosa travesía, apenas llegó con vida, falleciendo en Acapulco a los pocos días. 
En el 4º centenario de la llegada de los dominicos a Filipinas se emitió sello conmemorativo en el que aparecen los dos fundadores del colegio San Juan de Letrán.